# Pont d'Ingrandes-sur-Loire
Le pont d'Ingrandes-sur-Loire relie la commune d'Ingrandes-Le Fresne sur Loire (Maine-et-Loire) à celle de Mauges-sur-Loire (Maine-et-Loire) par les routes départementales D6 et D150 dans les Pays de la Loire en France.

## Descriptif

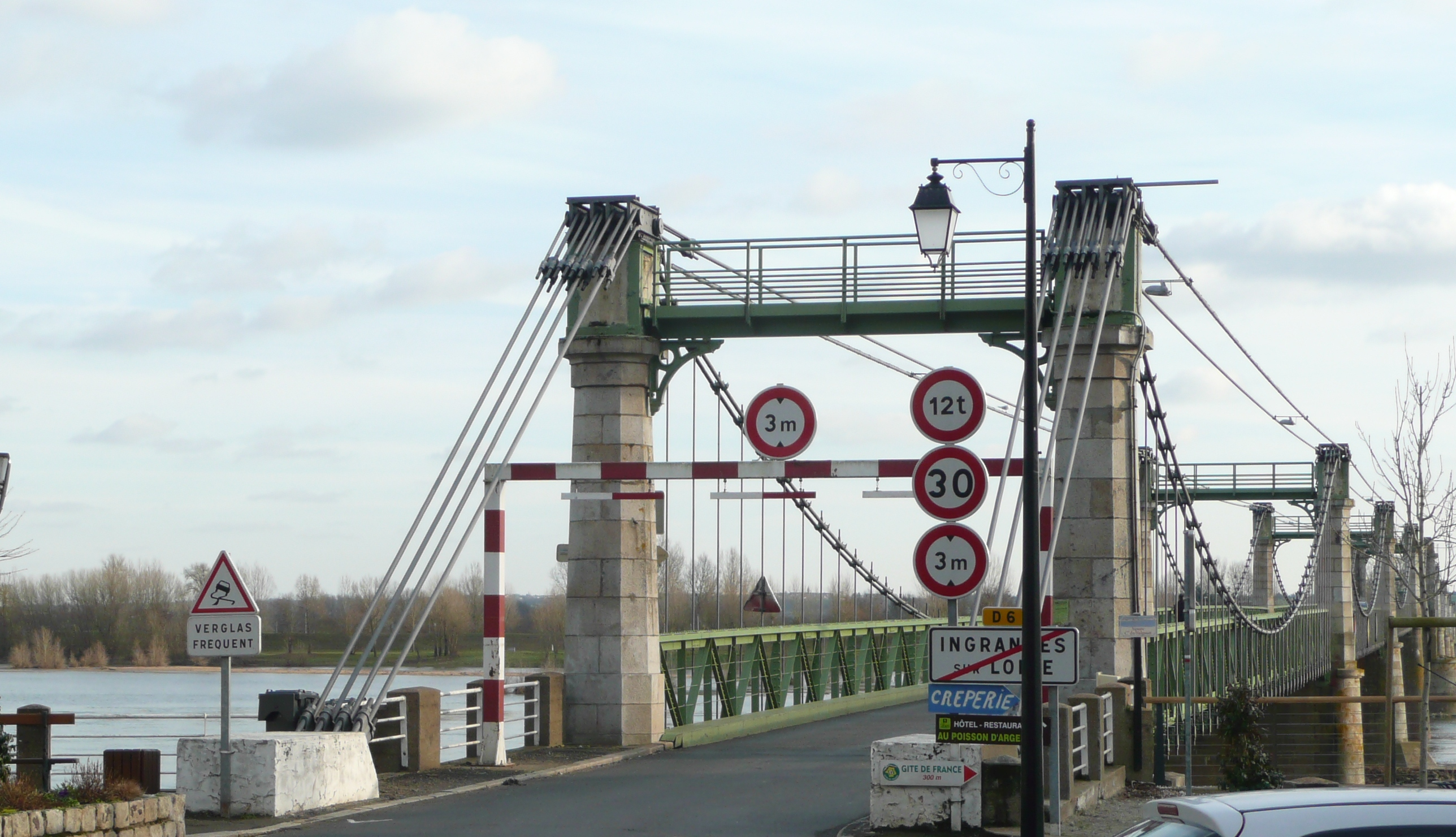
Entrée du pont côté Ingrandes.

Il s'agit d'un pont suspendu à travées multiples avec des piles réalisées en maçonnerie. Construit par l'entreprise Arnodin, il est achevé en 1868, puis reconstruit deux fois par l'entreprise Baudin-Châteauneuf en 1941, puis en 1948.
Les travées sont au nombre de 8 et la pile centrale est plus importante que les autres.

La hauteur maximale tolérée pour un véhicule est de 3 m, le PTAC maximal est de 7,5 t et la limite de vitesse est de 30 km/h. Les convois importants empruntent le pont de Montjean-sur-Loire qui possède des capacités bien supérieures.

## Galerie photographique

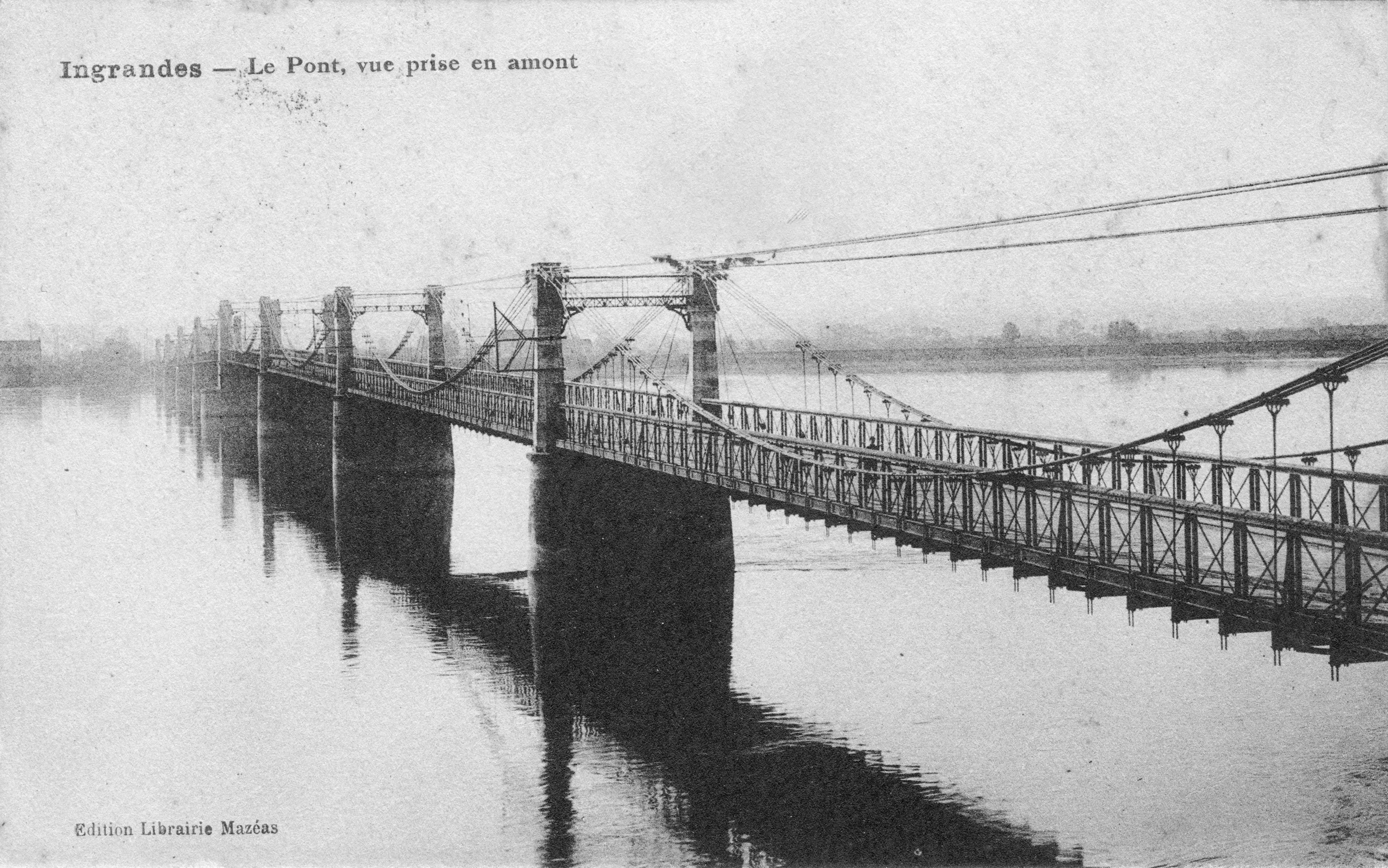
Vue ancienne du pont, prise en amont.

Etat initial du Pont

## Sources et références
1. ↑  « Ingrandes-Le Fresne-sur-Loire. Le pont est fermé à la circulation », sur ouest-france.fr, Le Courrier de l'Ouest, 2 juillet 2020 (consulté le 4 juillet 2020)
2. ↑  « Pont d'Ingrandes », sur fr.structurae.de